# Laurent Carcélès
 (février 2017).
Si vous disposez d'ouvrages ou d'articles de référence ou si vous connaissez des sites web de qualité traitant du thème abordé ici, merci de compléter l'article en donnant les références utiles à sa vérifiabilité et en les liant à la section « Notes et références ».
Laurent Carcélès, né le 17 janvier 1959 à Relizane en Algérie, est un réalisateur français.

## Biographie
Laurent Carcélès est né à Relizane en Algérie (à l'époque française) le 17 janvier 1959. Son père fait partie de la liste des 2 000 disparus de la guerre d'Algérie. À huit ans, il rêve déjà de devenir réalisateur de films.
À 23 ans, il part en Afrique, au Gabon, travailler bénévolement dans une mission. Il y trouve du matériel de projection 16 mm et parcourt le pays organisant des projections de films. Il rencontre sa future femme, Alice Renaux à Libreville et fait ses premières armes en tournant différents documentaires en 16 mm.
Un premier court-métrage, Julien le Chasseur. Il tourne au Nord Cameroun un documentaire Mémoire d'en brousse, Festival du Réel 1988. De 1989 à 1991, il prépare Murailles de sable, film de fiction sur les enfants de la rue en Mauritanie mais les autorisations de tournage sont refusées : la guerre du Golfe vient de commencer.
Avec sa femme, Alice Renaux, ils créent Dracar productions et produisent son premier film La Brune. Le film sort en 1993, bien accueilli par la presse mais exploité dans très peu de salles à Paris.
Remarqué, il est appelé par la télévision. Le succès aidant, il tourne plusieurs films chaque année et en particulier, Le Grand Batre un feuilleton fleuve de 14 heures et le remarqué Une femme piégée avec Marion Cotillard, grand succès auprès du public et de la presse.
Malgré les succès à la télévision, il interrompt sa carrière télévisuelle afin de produire et réaliser son second long métrage, Équinoxe, avec Caterina Murino et Aurélien Recoing (sorti en 2011) un temps interrompu par le décès de sa femme en 2006.
Il crée en 2017, l'entreprise Les Libellules, transport des personnes dans les campagnes avec des véhicules électriques par engagement écologique et social.
Il se consacre désormais à la production de son prochain film, Meteora dont le tournage est prévu en 2021.
Laurent Carcélès est aussi le président de l'association Tiberiade depuis 2006 en remplacement d'Alice Renaux.

## Filmographie

### Cinéma
- 2011 :  Équinoxe avec Caterina Murino et Aurélien Recoing
- 1993 :  La Brune avec Anne Marbeau

### Télévision

#### Téléfilms
- 2006 : Profils criminels avec Shirley Bousquet. 90 min.
- 2005 : Disparition avec Maruschka Detmers et Andréa Ferréol. 2 × 90 min.
- 2004 : Le fond de l'air est frais avec Macha Méril. Meilleur réalisateur festival de la fiction.
- 2002 : Corps et âmes avec Hélène de Fougerolles. 90 min.
- 2001 : Une femme piégée avec Marion Cotillard. 90 min. Ouverture festival de Luchon.
- 2000 : Souviens-toi avec Carmen Chaplin. 90 min. Festival de Cognac
- 2000 : De plein fouet avec Delphine Rollin. 90 min.
- 1999 : Erreur médicale avec Jean-Yves Berteloot et Agathe Bergman. 90 min.
- 1995 : Le Mensonge avec Claire Borotra. 90 min.
- 1994 : Carreau d'as avec Pierre Mondy et Bernard Pinet. 90 min.
- 1993 : Un soleil pour l'hiver avec Patachou. 90 min.

#### Feuilletons
- 1997 : Le Grand Batre avec Marie-Christine Barrault, Samuel Labarthe et Claire Borotra. 9 × 90 min.
- 2007 : Ondes de choc avec Aurélien Recoing, Armelle Deutsch. 6 × 52 min.

#### Séries télévisées
Les Tricheurs avec Pascal Légitimus, Leïla Bekhti, Sara Martins - saison 2 épisode 1 : La case départ . Policier.
- 2005 : Élodie Bradford avec Armelle Deutsch - saison 1 épisode 3 :  Un ami pour Élodie . Policier.
- 2004 : Boulevard du Palais avec Jean-François Balmer - saison 6 épisode 3 : Rêve d'Afrique. Policier.
- 2003 : Nestor Burma Avec Guy Marchand - 3 épisodes :
  - Mignonne, allons voir si la chose (saison 1, épisode 35)
  - La marieuse était trop belle (saison 1, épisode 37)
  - Machinations pour machines à sous'
- 2002 : Femmes de loi avec Natacha Amal - 2 épisodes

## Distinctions
2005 : Meilleure réalisation pour Le fond de l'air est frais au Festival de la fiction TV de Saint-Tropez.